# Печери Бельгії

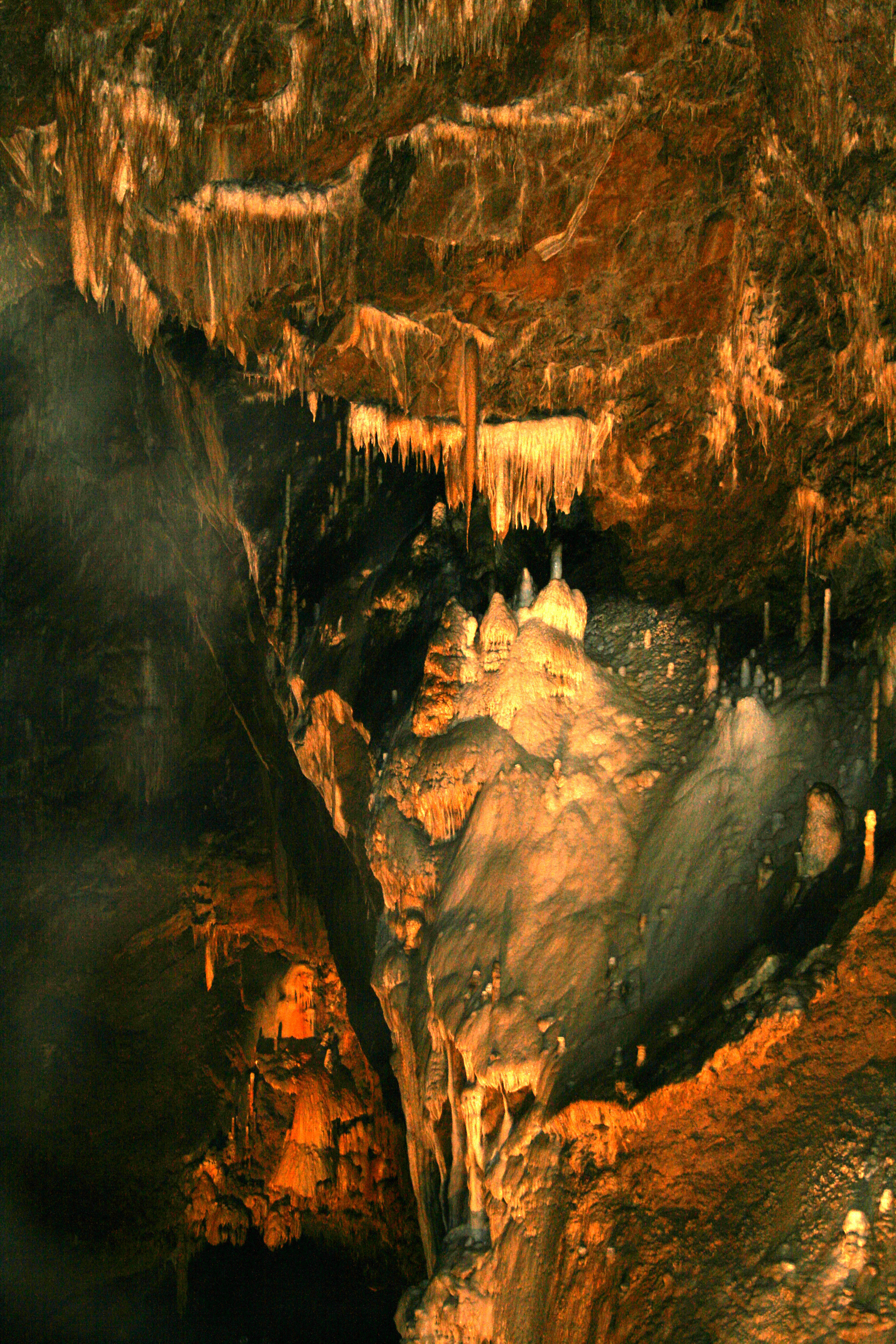
Грот Лоретт в Рошфорті, одна з печер Ан-сюр-Лес.

Початок дослідженню печер у Бельгії поклав в 1771 р. абат де Феле, що описав печеру Ан-сюр-Лес. У 1910 р. Е. Мартель і Ван ден Брук опублікували роботу про підземні річки Бельгії — об'ємом 1842 сторінки. У кінці XX ст. спелеологи країни через відсутність нових об'єктів для вивчення спеціалізуються в організації рятувальної спелеослужби, першим керівником якої став син емігранта з Росії Олексій Мартинов. Знайомство з ним на IV Міжнародному спелеологічному конгресі (1965) немало сприяло вступу спелеологів СРСР у це міжнародне співтовариство. Бельгійські спелеологи часто виїжджають в інші райони світу – Алжир, Індонезію, Мексику.
У Бельгії відомі 16 печер довші за 1 км (найбільша — Ан-сюр-Лес, 5720 м) і дві шахти глибиною понад 100 м (Бернар, — 140 м, Верон, — 110 м).